# ワイアット・ファミリー
ザ・ワイアット・ファミリー（The Wyatt Family）はアメリカ合衆国のプロレス団体WWEにてかつて存在したプロレスラーのユニットである。

## メンバー
- ブレイ・ワイアット（Bray Wyatt）（2012年4月 - 2017年5月9日）
- エリック・ローワン（Erick Rowan）（2012年12月12日加入 - 2017年5月9日）

## 元メンバー
- イーライ・コットンウッド（Eli Cottonwood）（2012年4月加入 - 2012年6月脱退）※NXT時代のワイアットの相棒。
- ダニエル・ブライアン（Daniel Bryan）（2013年12月30日加入 - 2014年1月15日脱退）※ワイアットを油断させる為に一時加入
- ブラウン・ストローマン（Braun Strowman）（2015年8月24日加入 - 2016年7月19日脱退）
- ルーク・ハーパー（Luke Harper）（2012年11月7日加入 - 2017年1月29日脱退）
- ランディ・オートン（Randy Orton）（2016年11月1日加入 - 2017年2月28日脱退）※ワイアットを油断させる為に一時加入

## 来歴
原型はWWE・NXTシーズン6にて結成された、ワイアットとコットンウッドのタッグであったが間もなくワイアットは負傷して欠場し、コットンウッドは解雇となりユニットは解消された。
8月にFCWと統合したNXTに復帰した際、新たにWWEに入団したルーク・ハーパーを部下にしてワイアット・ファミリーを再結成。また、11月にはエリック・ローワンもメンバー入りし、ファミリーを拡大。マネージャーとしてタッグマッチで相手チームへの妨害を加えるなど悪事を行い、またワイアット自身はハーパーとローワンを連れ、シングルとして試合に出場。
2013年、ワイアット・ファミリーと抗争していたNXTタッグ王者であるブリティッシュ・アンビションのオリバー・グレイを負傷させた。そしてグレイの代役となったボー・ダラスをも巻き込み、シングルマッチやタッグ王座戦で抗争を展開。
この時期よりWWEの上層部から期待されるようになり、5月2日のNXTではクリス・ジェリコと対戦した。5月下旬よりワイアット・ファミリーのPVがRAWやSmackDownなどの番組で流されるようになり、7月8日のRAWでケイン対クリスチャンの試合後に乱入。ケインを襲撃したことで抗争勃発。サマースラムのリング・オブ・ファイアマッチにて、ワイアットがハーパーとローワンの助けを借り勝利。ケインを行方不明にした。
10月、ダニエル・ブライアンやCMパンクを相手に襲撃を仕掛けるようになるが、CMパンクはザ・シールドとの抗争に移ったため、ブライアンを標的にして抗争を開始。試合を行う度に仲間になるように誘い、12月のPPVであるTLC 2013において3対1のハンディキャップマッチを行って勝利。そして12月31日のRAWではガントレットマッチを行い、ハーパーとローワンは倒されたもののワイアットは試合開始直後にブライアンを襲わせて反則負けとなる、そして3人がかりでブライアンに暴行を加え、遂にブライアンにファミリー入りを決意させたかに見えたがそれはブライアンがワイアットを翻弄するための芝居であった。年明けのRAWにてワイアット&ブライアンのコンビでウーソズを相手にしたケージ戦を戦うがブライアンに裏切られ試合に敗退しさらにケージ内でブライアンに制裁を加えられてしまう。そして1月のロイヤルランブルにてブライアンとの決着戦が行われ、試合に勝利し抗争を終結させた。
ロイヤルランブルの翌日のRAWにてジョン・シナを新たな標的にしたが、シールドが横やりを入れて来たためシールドと戦う事を選択。PPVエリミネーション・チェンバーにて勝利し、WWE最強のトリオの座を奪った。
（シールド戦と同日の）PPVエリミネーションチェンバーのWWE世界ヘビー級王座争奪チェンバー戦に乱入しシナを襲いシナとの抗争を本格的に開始。レッスルマニア30ではワイアットは負けてしまうが、心理戦で優位に立ちエクストリーム・ルールズのケージ戦はファミリーの総力をかけワイアットの勝利に貢献。PPVペイバックではワイアットとシナの個人闘争決着戦としてラストマンスタンディング戦を闘った末シナに敗れた。その後もシナやウーソズと抗争を繰り広げ、6月29日のマネー・イン・ザ・バンクではワイアットがWWE・世界ヘビー級王座戦に、他二人がタッグ王座戦に挑んだ。
7月以降はワイアットがクリス・ジェリコと抗争しPPVバトルグラウンドでは敗れるも、サマースラムで勝利。9月8日のRAWにてケージ戦での決着戦に勝利し抗争を終結させた。
9月のPPVナイト・オブ・チャンピオンズにいずれのメンバーも出場がなく、10月のPPVヘル・イン・ア・セルに向けてワイアットは謎のプロモーションを行い、PPV当日ワイアットはディーン・アンブローズを襲い抗争を始める。そして10月27日のRAWでワイアットがVTRで「2人は俺が治療した上で解放してやった」と話し、ハーパーとローワンのファミリーからの独立をアナウンスした。
その後、アンダーテイカーとの抗争を終えて、7月のPPVバトルグラウンドにて、ワイアットとロマン・レインズ戦でコートを被った男が乱入。無事、その試合はワイアットの勝利で終わり、男と組織を再結成。ちなみに、コートをかぶった男の正体はハーパー。さらに、8月24日は、ワイアットが、欠場中のローワンに変わる新たなメンバー、ブラウン・ストローマンを迎え入れることを発表。そして、10月19日にはローワンも復帰した。サバイバーシリーズではハーパーと組み、テイカーとケインのタッグ「ブラザーズ・オブ・デストラクション」と対決した。
2016年7月19日のドラフトによって、ストローマンがRAWに、ワイアットはスマックダウン所属になったことで、ストローマンは脱退した。
スマックダウン所属になってからは、ルーク・ハーパーとランディ・オートンと3人で活動するようになり、2016年12月4日、TLC 2016にてランディ・オートンと組んでスマックダウン・タッグ王座を獲得する。12月27日のSmackDown LIVEで行われたフェイタル4ウェイ・エリミネーション戦で連携ミスによりアメリカン・アルファに王座を奪われる。その頃からオートンとハーパーが対立しはじめ、ワイアットが仲裁に入るも改善されないため直接対決を命じ、オートンが勝利。試合後にワイアットが敗北したハーパーにシスターアビゲイルを決めた。2017年1月29日、Royal Rumble 2017にて行われたロイヤルランブルマッチではランディ・オートンが優勝。また2017年2月12日、Elimination Chamber 2017にてエリミネーション・チェンバー・マッチ形式によるWWE王座戦にワイアットが出場し自身初となるWWE王座を獲得。その後オートンはワイアットの家を埋葬されているシスターアビゲイルごと燃やし、ワイアットを裏切って離脱。WrestleMania 33ではWWE王座をオートンに敗北し奪われた。レッスルマニア後、ローワンが復帰するが、ワイアットがRAWに移籍するなどしてワイアット・ファミリーは完全に解散する。

## 特長
リーダーのワイアットのキャラクターの原型は、映画『ケープ・フィアー』にてロバート・デニーロが演じたサイコパスキャラマックス・ケネディと言われている。ファミリー全体のコンセプトは、映画『悪魔のいけにえ』のレザーフェイス一家がモチーフとされる。全員が長い顎髭を蓄えている。

## 入場曲
- Live in Fear - 現在使用中
- He's Got the Whole World in His Hands
- Swamp Gas